# Duttaphrynus cyphosus
Duttaphrynus cyphosus är en groddjursart som först beskrevs av Ye in Sichuan Institute of Biology Herpetology Department 1977.  Duttaphrynus cyphosus ingår i släktet Duttaphrynus och familjen paddor. Inga underarter finns listade i Catalogue of Life.